# Nellie Campobello
Francisca Ernestina Moya Luna, conocida como Nellie Campobello (Villa Ocampo, Durango, 7 de noviembre de 1900 - Progreso de Obregón, Hidalgo, 9 de julio de 1986) fue testigo y narradora de la Revolución mexicana, además de ser precursora del ballet en México. Por su trabajo literario, es considerada la primera narradora moderna del siglo XX mexicano.
Algunas fuentes apuntan que su pseudónimo lo tomó de "Nellie", una perra que tenía por mascota su mamá, y Campobello de su padrastro Jesús Campbell Morton, o del doctor Ernesto Stephen Campbell.
La primera infancia de Nellie y sus hermanos se desarrolló en Villa Ocampo, posteriormente en Hidalgo del Parral, Chihuahua, escenarios de sus obras Cartucho, Las manos de Mamá y Apuntes sobre la vida militar de Francisco Villa. Tras la muerte de su madre, Rafaela Luna, la familia se mudó a la Ciudad de México a finales de 1923. Es en esta ciudad donde Campobello descubrió la danza y desarrolló su prolífica carrera, llegando a ser considerada la primera Prima Ballerina de México.

## Coreógrafa y bailarina
En 1923, inició su carrera como bailarina junto con su hermana Gloria, en la Ciudad de México. Fue alumna de las hermanas Adela, Amelia y Linda Costa, Lettie Carroll, Carmen Galé, Madame Stanislava Potapovich y Carol Adamchevsky.
Para la conmemoración del inicio de la Revolución Mexicana, el gobierno de México le comisionó la presentación de una coreografía que representara al movimiento armado y sus éxitos posteriores (la educación pública, la paz, etcétera). En noviembre de 1931, Campobello presentó el Ballet de masas 30-30 en el Estadio Nacional de México, que representaron estudiantes de la Escuela Plástica Dinámica (hoy Escuela Nacional de Danza Nellie y Gloria Campobello) y niños de primaria (quienes simbolizaban al pueblo), mientras Nellie, vestida de rojo, representó a la Revolución. El Ballet de masas 30-30, posteriormente, se iría de gira por todo el país como parte de las Misiones Culturales. Luego fue montado de nuevo para el presidente Lázaro Cárdenas en el mismo Estadio Nacional para el Día del Soldado de 1935.
En 1937 fue designada directora de la Escuela Nacional de Danza, cargo que ocupó hasta 1984.
Otras de sus obras de danza son: La virgen de las fieras, Barricada, Clarín, Binigüendas de plata, Tierra. Coreografías folklóricas: Cinco pasos de danza o danza ritual, Danza de los malinches, El coconito, Bailes istmeños, Ballet tarahumara, Danza de los concheros. Con el Ballet de la Ciudad de México: Fuensanta, Obertura republicana, Ixtepec, El sombrero de tres picos, Vespertina, Umbral, Alameda 1900, Circo Orrín, La feria, etcétera.
Junto con Martín Luis Guzmán y José Clemente Orozco, fundó el Ballet de la Ciudad de México, que se presentaba en el Palacio de Bellas Artes, donde colaboraron artistas como Carlos Chávez, Julio Castellanos, Mis libros y Roberto Montenegro. Entre las alumnas de Nellie Campobello destacan Guillermina Bravo, Amalia Hernández, Josefina Lavalle, Dina Torregrosa, Emma Ruíz, Rosa Reyna, Martha Bracho, etcétera.

## Obra

### ¡Yo!
En 1929, publica su primer libro de poemas titulado ¡Yo! y firmado como Francisca (su nombre de nacimiento), editado por LIDAN, la editorial de Gerardo Murillo. Está compuesto por cinco poemas, considerados por la crítica literaria estadounidense Doris Meyer como "precursores necesarios en la formación de un espíritu de crítica social". Irene Matthews los describe como "[...] versos cuyos ritmos son a la vez infantiles y dancísticos. Mucha de su poesía se ´baila´ rítmicamente". Algunos poemas de Yo, aunados a otros escritos durante su estancia en La Habana como bailarina, fueron publicados en la revista cubana "Revista de La Habana." Ella los tituló "Ocho poemas de mujer" y los firmó también, con su nombre de nacimiento.
Varios de estos poemas fueron traducidos al inglés por Langston Hughes en su antología de Dudley Pitts.

### Cartucho
En 1931, se publicó en Xalapa, Veracruz, su obra más conocida, Cartucho, relatos de la lucha en el norte de México, financiada por Germán List Arzubide.
La motivación de la obra, en palabras de la propia autora, es la de "vengar una injuria": tras el fin del movimiento armado y el comienzo de la institucionalización de la Revolución, algunos personajes revolucionarios fueron juzgados de manera maniquea según el grupo en el poder, entre ellos Francisco Villa, ídolo de la infancia de Campobello. Esta lucha reivindicadora de su paisano la continuará en su obra Apuntes sobre la vida militar de Francisco Villa.
Cartucho está narrada en tres grandes bloques: "Hombres del norte", "Fusilados" y "En el fuego". Cada uno está constituido por relatos cortos de episodios o personajes de Parral y de Villa Ocampo, contados desde el punto de vista de una niña. Esta visión es rara dentro de la literatura de la revolución mexicana, además de que se narra desde espacios privados: desde la casa de la autora y de sus vecinos de la calle Segunda de Rayo en Parral, la mayoría de ellos niños y mujeres.
La obra presenta la personalidad de las mujeres en medio de un movimiento bélico como personajes pragmáticas y fuertes, a veces desprotegidas, pero que enfrentan su realidad. También muestra a los hombres revolucionarios bajo otra luz: al Villa que llora, al soldado que juega y bromea con los niños, al revolucionario que arrulla y canta a la pequeña hermanita, Gloria.

### Las manos de mamá
En 1937 publica una obra compuesta de varios relatos que giran en torno a la figura de la madre como eje de la familia en tiempos de guerra. En esta obra continúa la autora el estilo narrativo fragmentario que ya había practicado en Cartucho y que es una de las marcas más modernas de su escritura.

### Colaboraciones en periódicos
Durante la década del 30, colaboró en los periódicos Últimas noticias y El Universal Gráfico, con artículos de opinión sobre la vida política del país y sobre "sucesos y noticias raras".

### Apuntes sobre la vida militar de Francisco Villa
Publicado en 1940 por la editorial Ediapsa, de Martín Luis Guzmán. Es una crónica de la carrera militar de Francisco Villa así como del Norte de México, la región que Nellie conoció a la perfección, por lo tanto, su relato es muy cercano, casi personal, como lo son sus otras dos obras (Cartucho y Las manos de mamá). Pero no por eso carece de veracidad, ni es subjetivo o de poco rigor histórico, su investigación se basó en documentos de archivo, así como en testimonios de historia oral de algunos de Los Dorados (José Nieto e Ismael Maynez) y de Austreberta Rentería, viuda de Villa, quien llegó a ser gran amiga de Campobello. En el relato, Nellie intenta reivindicar a su ídolo de la infancia, a quién calificó de “El mejor guerrillero, después de Gengis Kan”.
El ánimo de la época y la negativa postura oficial frente al personaje de Francisco Villa hicieron que la obra de Nellie Campobello fuese con frecuencia omitida, tildada de falsa o de poco objetiva.

### Ritmos indígenas de México
En 1940 coescribió, con su hermana Gloria Campobello, Ritmos indígenas de México, editado por la Secretaría de Educación Pública e ilustrado por su hermano Mauro Rafael Moya. Con esta obra buscaron preservar las danzas de los pueblos indígenas de México, que llegó a conocer durante las giras al interior del país de las llamadas Misiones Culturales.

### Tres poemas
En 1957 publicó tres poemas, tomados de un libro supuestamente perdido titulado Abra en la roca, los tres poemas son "Ella", "Río florido" y "Estadios".
Los tres poemas están escritos en un lenguaje y estilo más “sofisticado” que Yo, por Francisca, pero continúan con las temáticas íntimas que permean toda la obra de Campobello. En Ella habla sobre su madre; En Río florido sobre su tierra natal (Durango) y lo que ahí vivió; por último, en Estadios, trata sobre la época de las misiones culturales, sus presentaciones en los grandes estadios del país, los ballets de masas y su pasión por la danza.

### Mis libros
Publicado en 1960, es la recopilación y revisión que Campobello hizo de sus obras literarias publicadas desde 1929 hasta el momento. El volumen se compone de un prólogo —especie de ensayo en el que la autora reflexiona sobre sus obras, la época que vive y su propia vida—, así como de cinco obras de poesía y narrativa: Yo, por Francisca (1929), Cartucho (1931), Las manos de mamá (1937), Abra en la roca (1957) y Apuntes sobre la vida militar de Francisco Villa (1940).

## Desaparición y muerte
En 1984, a sus 84 años, desapareció de manera súbita de los lugares que frecuentaba, así como sus pertenencias y valiosas pinturas de Diego Rivera y de José Clemente Orozco. En 1998, la "Comisión de Derechos Humanos del Distrito Federal" investigó y descubrió que Nellie murió el 9 de julio de 1986 y que había sido enterrada en el "Cementerio Progreso de Obregón" en Hidalgo. En sus últimos días, fue privada de la libertad por Claudio Fuentes Figueroa y/o Claudio Niño Cienfuentes y su esposa, alumna de Campobello, María Cristina Belmont. Sus restos fueron trasladados a su natal Villa Ocampo Durango, donde se encuentra su tumba.

### Epónima
- Escuela Nacional de Danza Nellie y Gloria Campobello: las hermanas Nellie y Gloria Campobello dan origen, en 1931, por expresas instrucciones del Secretario de Educación Pública, a la primera escuela de danza pública, ubicada en las instalaciones de ese organismo social.[13]